# Automatischer Mehrfachschalter

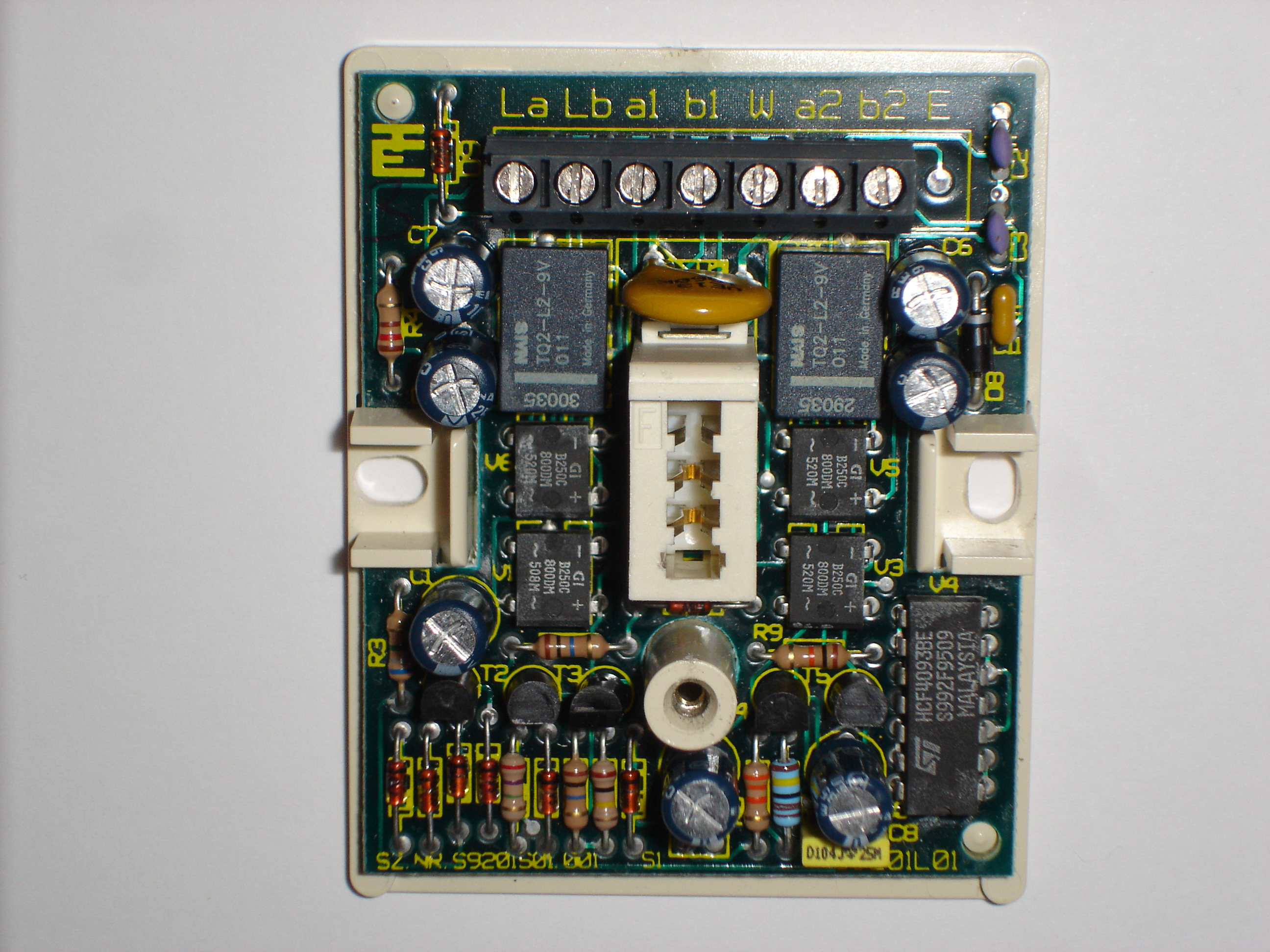
Innenansicht eines T2-Schalters

Ein Automatischer Mehrfachschalter (AMS), auch T2-Schalter genannt, ist eine Anschlussdose, mit der mehrere Telefone an eine einzige analoge Telefonanschlussleitung angeschlossen werden können.
Es handelt sich um eine in den 1980er / 90er Jahren entstandene Weiterentwicklung der AWADo (Automatische Wechselschalter-Anschlussdose). Das Anschließen der W-Ader („Weckerader“), die bei modernen Telefonen ohnehin fehlt, ist nicht mehr erforderlich. Unnötig ist auch die korrekte Polung der a/b-Schnittstelle.
Automatische Mehrfachschalter erlauben den Anschluss von zwei (AMS 1/2) bis vier (AMS 1/4) analogen Telefonen an eine Amtsleitung.
Bei einem ankommenden Ruf klingeln alle angeschlossenen Telefone. Der Teilnehmer, der als Erster den Hörer abhebt, erhält das Gespräch. Die anderen Telefone sind dann abgeschaltet, das Mithören des Gesprächs an einem anderen Telefon ist nicht möglich. Eine Weitergabe des Gespräches an eine der anderen Sprechstellen ist möglich, indem zuerst der Teilnehmer eines nicht gesprächsführenden Endgerätes seinen Handapparat abnimmt und danach der Teilnehmer des gesprächsführenden Endgerätes den Handapparat auflegt. Abgehende Gespräche können von jedem der angeschlossenen Endgeräte ausgeführt werden. Ertönt nach dem Abnehmen des Handapparates kein "Wählton", so ist die Anschlussleitung bereits von einem anderen Endgerät belegt. Die AMS sind zugelassen vom Zentralamt für Zulassungen im Fernmeldewesen.